# Označník zastávky

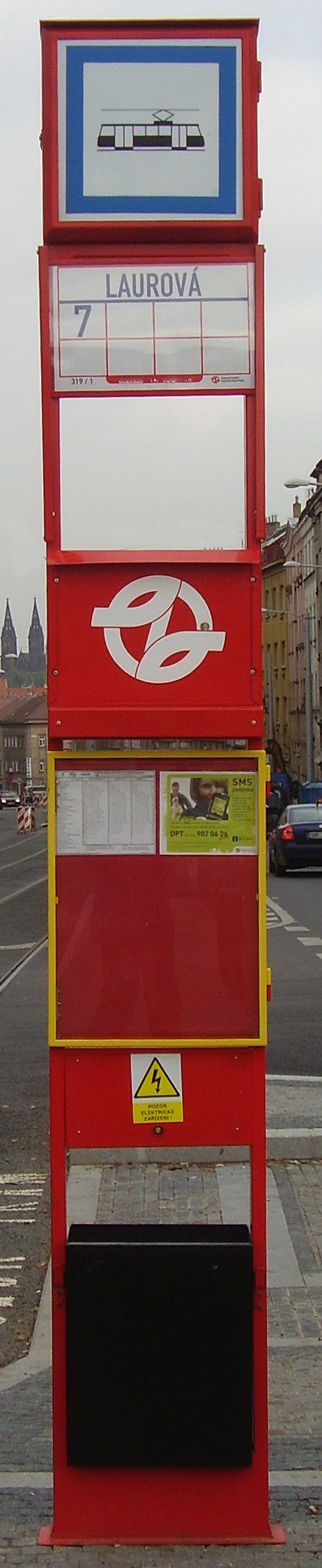
Označník pražské MHD na zastávce Laurová

Označník zastávky (též zastávkový označník či jen označník) je český termín pro svislé označení čela tramvajové, autobusové nebo trolejbusové zastávky, popřípadě zastávky jiné veřejné nebo i neveřejné dopravy. Starší právní předpisy a technické předpisy tak označovaly úplné označení zastávky, tedy zpravidla zastávkový sloupek se značkou zastávky, značením názvu a případně i druhu zastávky, případně čísel linek a směrů, deskami či skříňkami s jízdními řády, případně i s dalším značením či odpadkovým košem. Vyhláška č. 294/2015 Sb. však tento termín nově uzurpovala pouze pro samotnou značku označující čelo zastávky silniční linkové dopravy, následně byl tento termín v roce 2017 v původních právních ustanoveních vypuštěn ze zákona o silniční dopravě a v roce 2022 ze zákona o pozemních komunikacích, ustanovení v zákoně o silničním provozu se změna významu termínu podstatně nedotkla. Podle dosud platné technické normy z roku 2007 se označníkem zastávky rozumí i nadále plné označení zastávky.
Označník se umisťuje standardně v úrovni čela nástupní hrany (u začátku nástupního ostrůvku nebo na začátku části chodníku vymezené pro zastávku), činnou plochou značky kolmo k ose vozovky. V českém prostředí se striktně odlišuje od dopravní značky označující konec zastávky, resp. začátek úseku u zastávky, ve kterém je zakázáno zastavení a stání. V některých zemích se značka používaná jako označník zastávky (označení čela zastávky) podobá obdélníkové značce, která je v Česku určena pro označení konce zastávky. 

## Historie označování zastávek

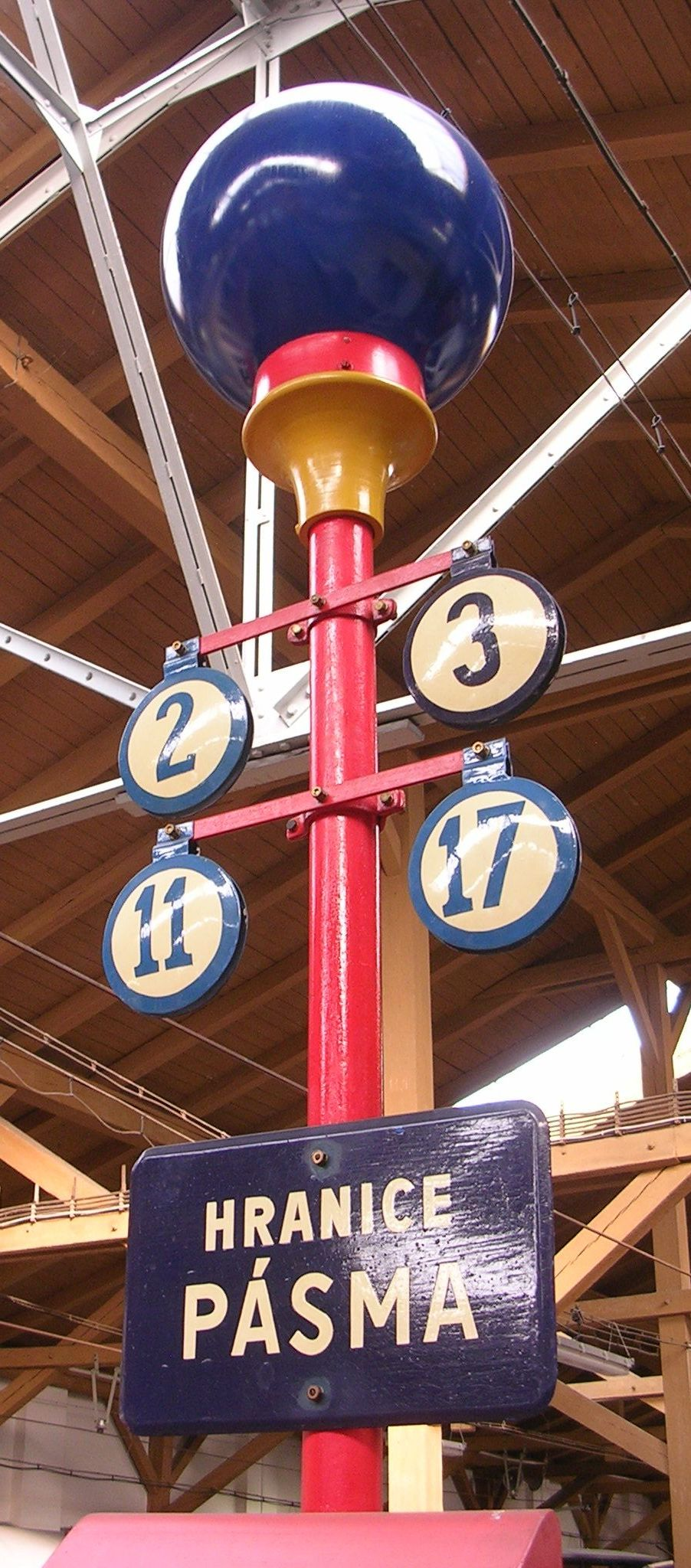
Pražský tramvajový označník užívaný ve 30. až 70. letech 20. století

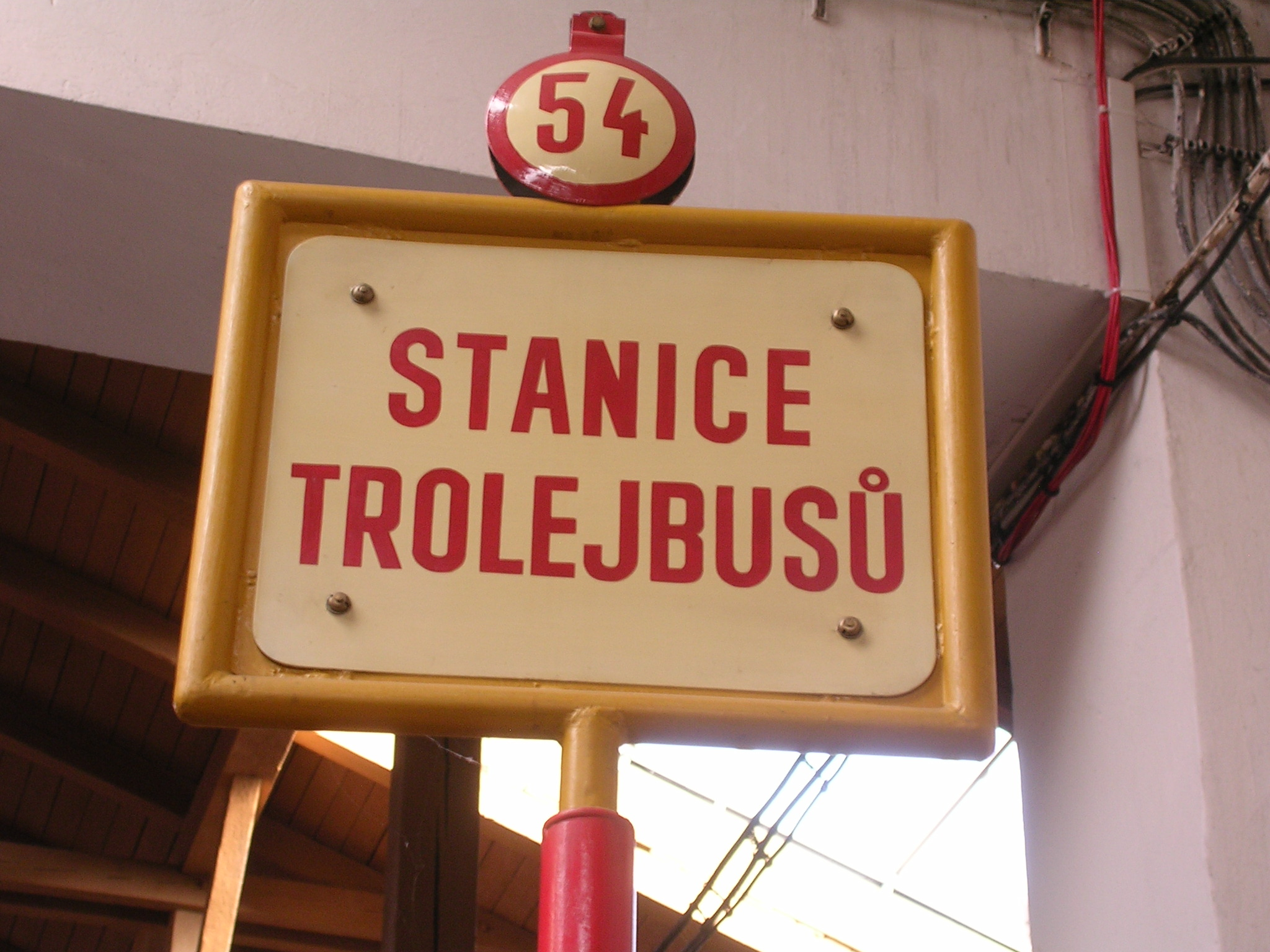
Pražské označení trolejbusové zastávky před zavedením piktogramů

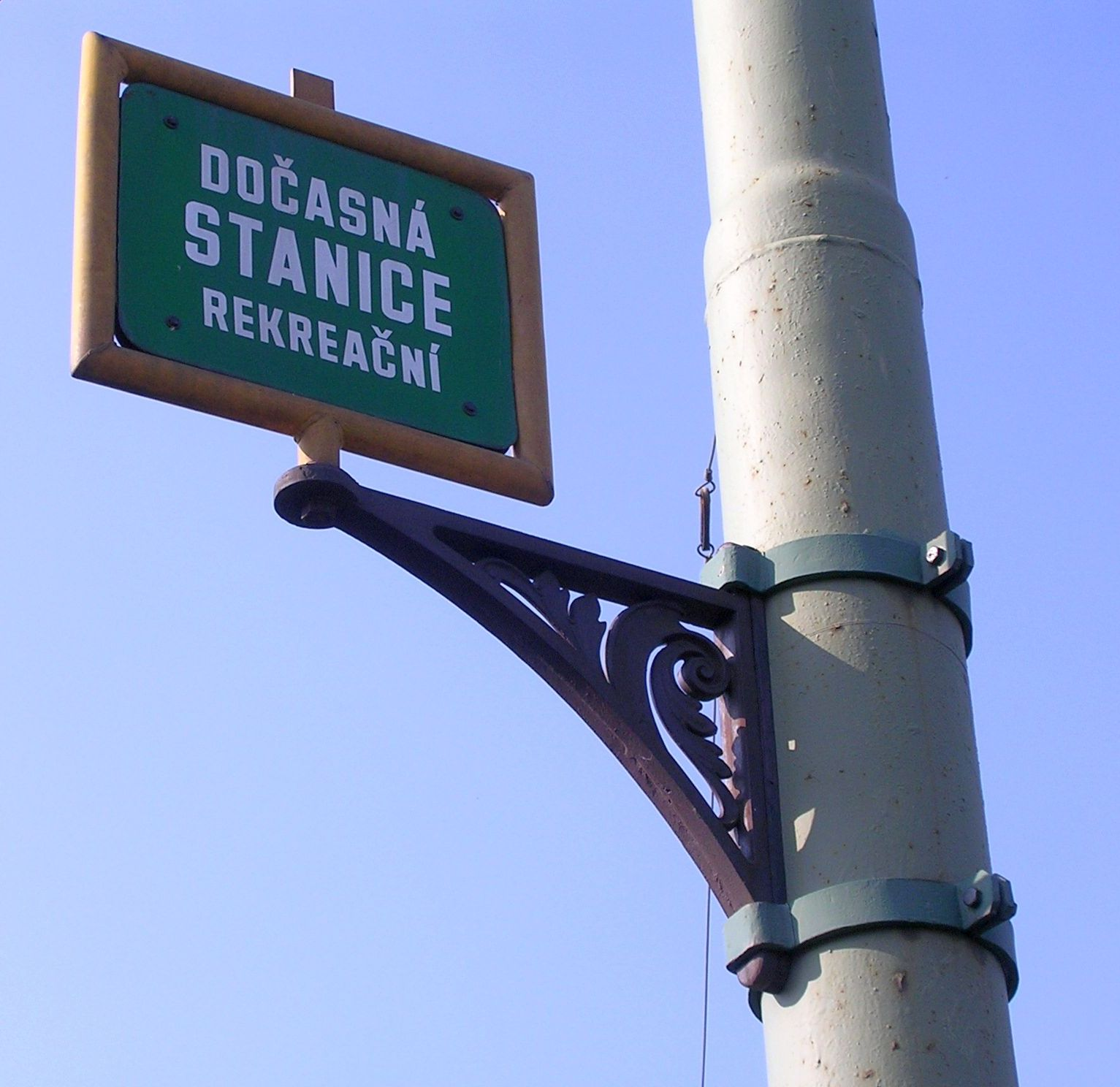
Historické pražské označení zastávky

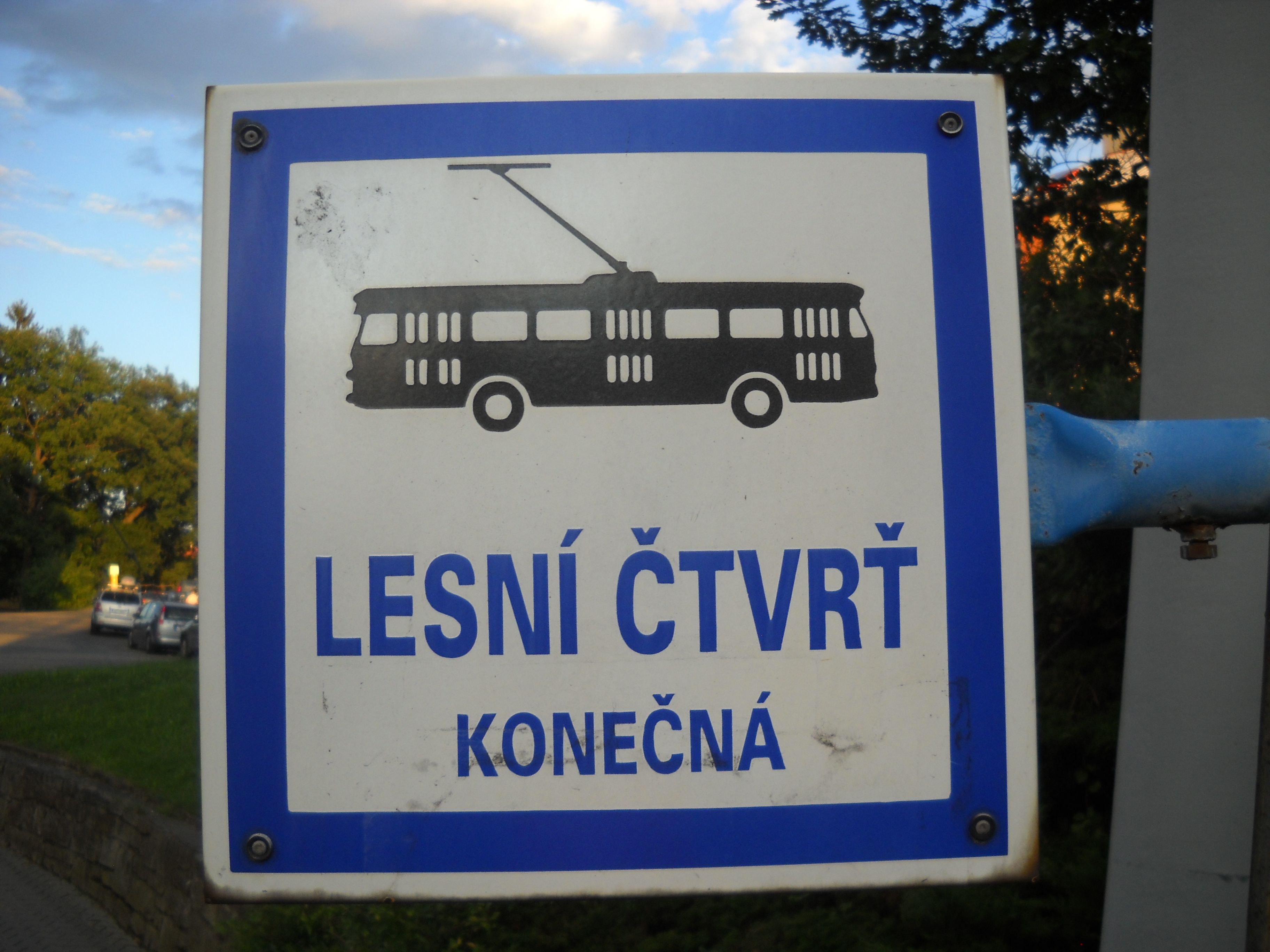
Zastávkový označník s trolejbusem 9Tr.

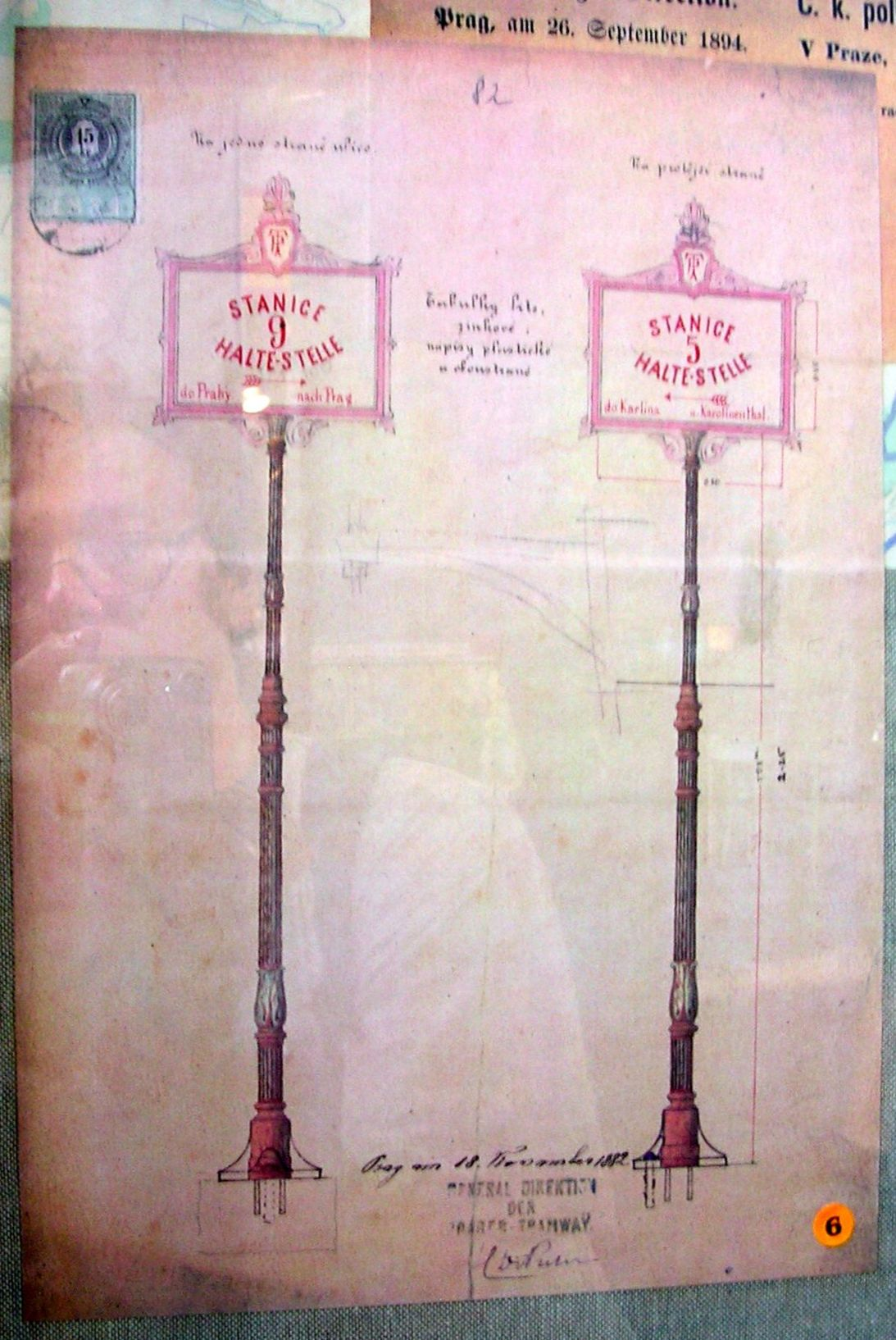
Zastávkové sloupky koněspřežné dráhy Praha–Karlín z roku 1882

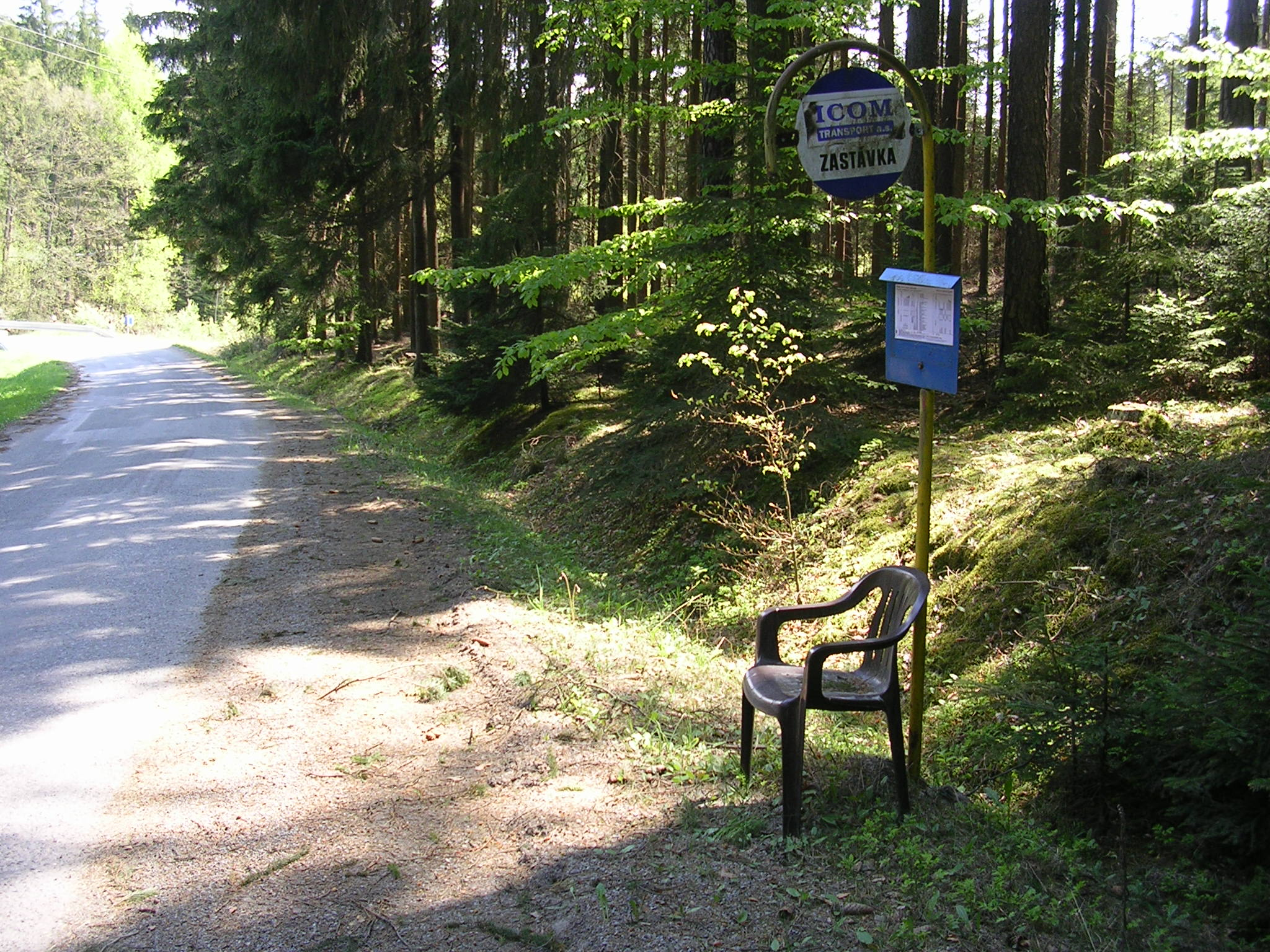
Klasický krakorcový jednotyčový zastávkový sloupek typu „mikulášská hůl“. Mezilesí, Karbanův mlýn.

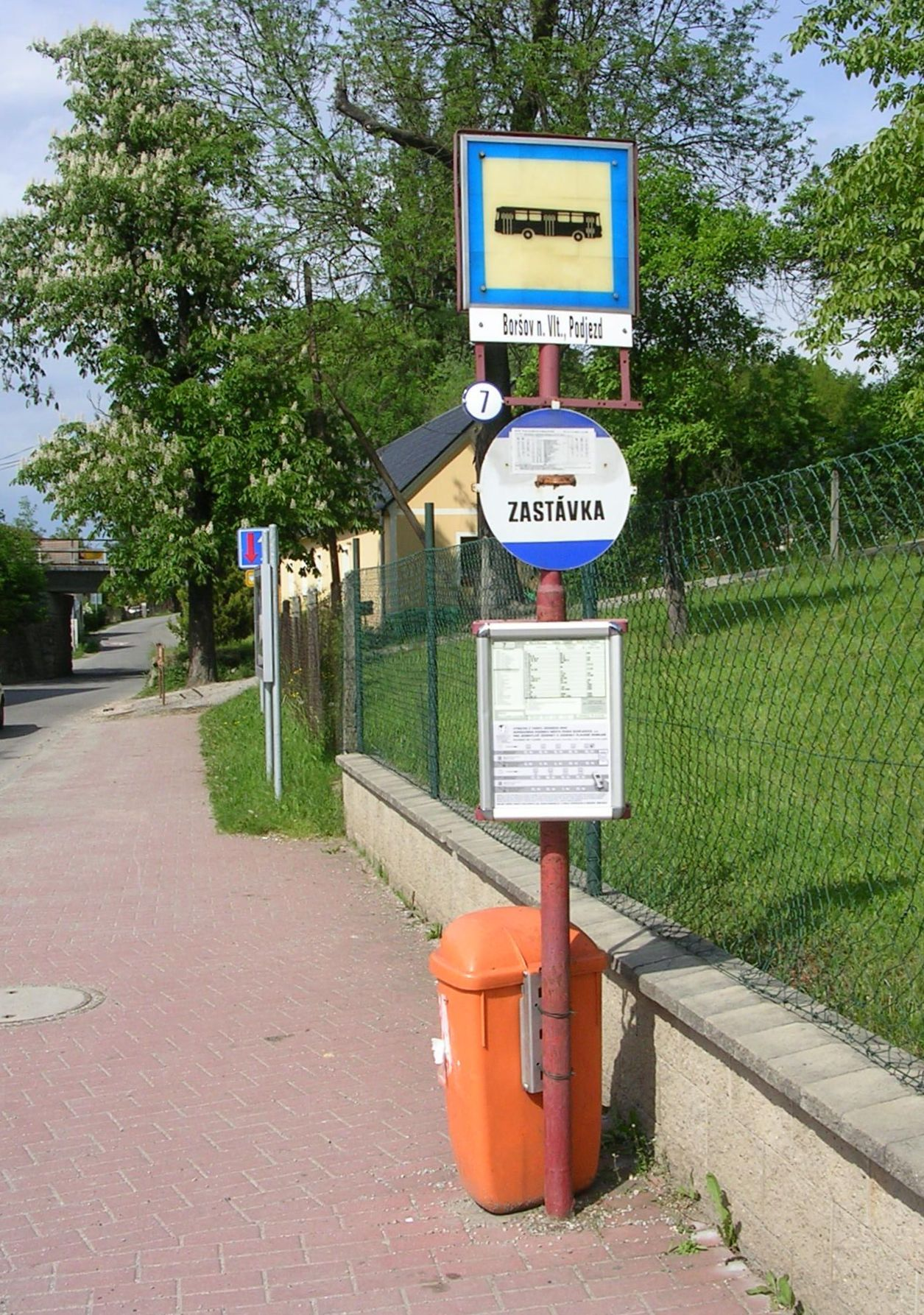
Boršov nad Vltavou, kombinovaná zastávka českobudějovické městské dopravy společná s běžnou regionální linkou

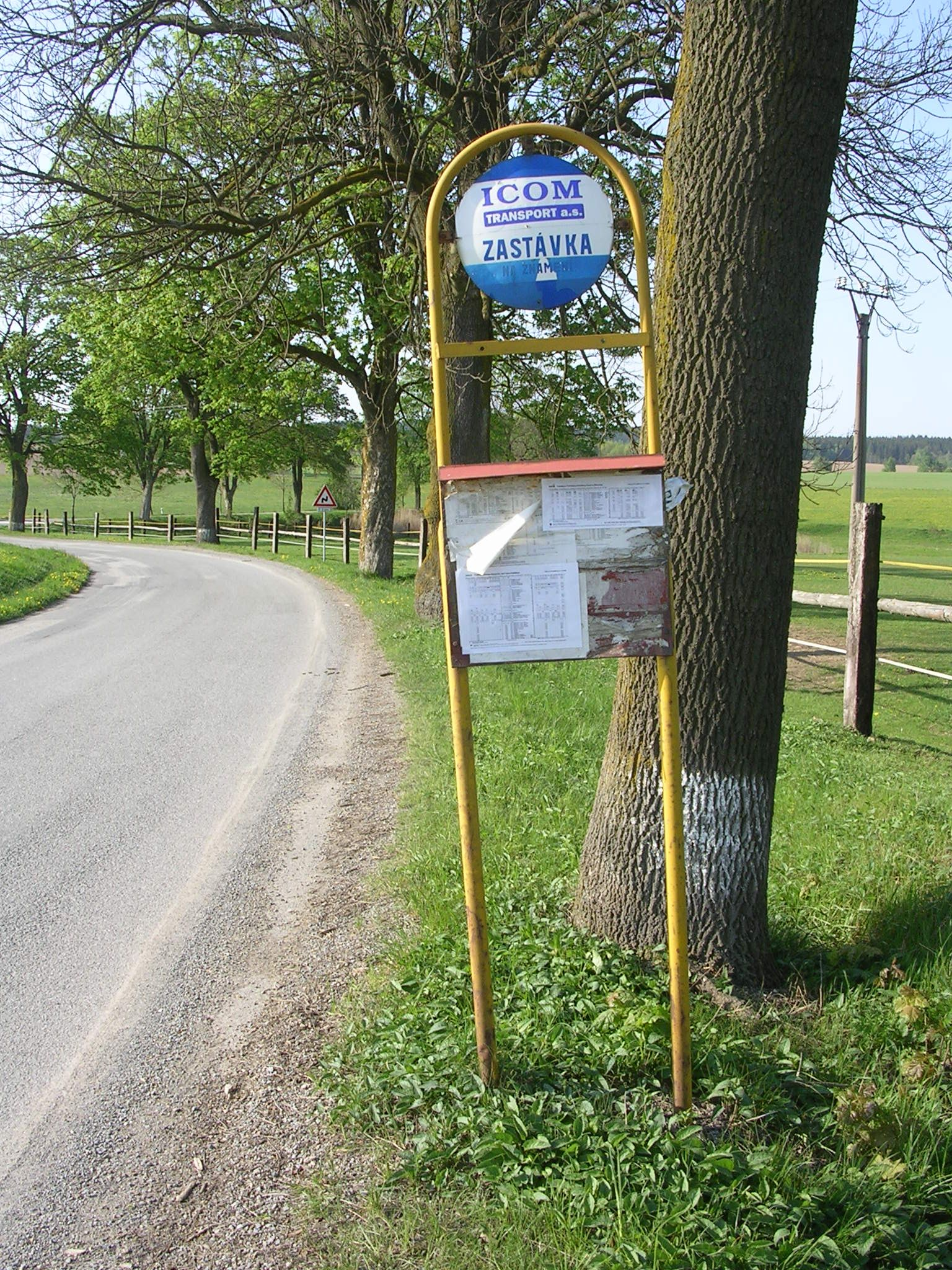
Dvoutyčový zastávkový sloupek ČSAD, zde upraven pro ICOM transport. Žirovnice, rozcestí k Častrovu.

V počátcích moderní hromadné veřejné dopravy na sklonku 19. a v první polovině 20. století byly zastávky označovány různými způsoby: tabulkami s reklamou na dopravu, nápisem „stanice autobusu“ nebo „stanice elektrické dráhy“, ozdobnou či zabarvenou pouliční lucernou, jinde jen čekárnou nebo vydupaným místem v trávě nebo jízdním řádem vylepeným kdekoliv poblíž. Předchůdci dnešních zastávkových sloupků a značek označujících zastávku se často umisťovaly jen přibližně, například v rohu křižovatky nebo bokem na čekárně, často jeden společný sloupek či značka pro oba nebo více směrů.
Vnitropodnikové předpisy a vládní vyhlášky z padesátých let jsou dnes těžko dohledatelné, oba přepravní řády z roku 1964 se však již zmiňují o tom, že každá zastávka musí být vybavena označníkem.
Kulatá smaltovaná značka ČSAD, „sluníčko“ na „mikulášské holi“, se po zavedení jednotných národních podniků ČSAD v roce 1949 postupně stala symbolem meziměstské a venkovské autobusové dopravy. V turistických mapách byl tvar tohoto sloupku  kartografickou značkou zastávky. Jedním z nejstarších dokumentů dosvědčujících standardizaci způsobu označování zastávek je Směrnice pro označování zastávek a odjezdových nástupišť ČSAD, vydaná Ministerstvem dopravy s pořadovým číslem 102 pod č. j. 21237/65-10/1 s účinností od 1. října 1965.
Souběžně se začínal ustalovat i dnešní způsob označování zastávek MHD. V roce 1970 byla vydána Pravidla technického provozu městských drah, která stanovila podobu značky označující zastávku pro tramvaje, trolejbusy i městské autobusy.
V roce 1975 pronikl termín „označník zastávky“ i do pravidel silničního provozu, současně byla zavedena i dopravní značka označující konec zastávky. V letech 1976 a 1977 byly vydány oborové normy ON 73 6425 a ON 73 6426, které již velmi přesně a závazně určily podobu, tvary a rozměry zastávkových sloupků a jejich součástí.
V roce 1995 byly jejich požadavky týkající se značek na označníku převzaty do ČSN 73 6425 Autobusové, tramvajové a trolejbusové zastávky (tvar, rozměry ani barva označníku už od té doby obecně předepsány ani doporučeny nejsou). Tato norma mimo jiné umožnila a zároveň doporučila zřizování společných zastávek pro městskou a neměstskou dopravu, což předchozí normy nepřipouštěly. Změna č. 1 z roku 1996 upřesnila, že požadavky na světelné a barevné vlastnosti značky jsou obdobné jako u dopravních značek. Nová verze této normy již byla vydána v květnu 2007 pod označením ČSN 73 6425-1. Novelu normy vypracoval Pragoprojekt.
Od roku 2001 je podle vyhlášky č. 30/2001 Sb. značka na označníku zastávky dopravní značkou a touto vyhláškou a technickými předpisy pro dopravní značky byla opět kodifikována závazná podoba, částečně v rozporu s dosud platnou ČSN 73 6425. Závazné na základě národního dodatku ČSN EN 12 899-1 jsou i vzorové listy  zpracovávané Centrem dopravního výzkumu, obsahující závazné podrobné stanovení rozměrů, tvarů a symbolů dopravních značek. Kromě velikosti 50 cm, odvozené z velikostí dopravních značek, byla dodatečně připuštěna také varianta o velikosti 40 cm, resp. 41 cm, odpovídající ČSN 73 6425 z roku 1995, v ČSN 73 6425-1 z roku 2007 již rozměry uvedeny nejsou. Požadavky na obsah a provedení kruhové značky ve vyhlášce 30/2001 Sb. a požadavky na obsah a provedení čtvercové i kruhové značky ve vyhlášce 294/2005 Sb. jsou stanoveny velmi volně v mnoha variantách a bez závazných vzorů, což má za následek nejednotnost jejich provedení u různých zřizovatelů.
Základní právní rámec a požadavky týkající se označníku zastávky stanoví Zákon o silniční dopravě, Zákon o dráhách a Dopravní řád drah a prováděcí vyhláška k zákonu o silničním provozu, která stanoví dopravní značení.
V mnoha městech a oblastech provedení nebo umístění označníků zastávek neodpovídá požadavkům právních a technických předpisů, mnohde jsou s tolerancí správních úřadů i nově zřizovány označníky, jejichž designéři a umisťovatelé nerespektují závazné požadavky.
Vyhláška č. 30/2001 Sb. i novější 294/2015 Sb. umožnily variantou označníkové dopravní značky pro zastávku s nápisem TAXI označit i stanoviště taxislužby, v praxi však jsou stanoviště taxislužby v mnoha městech značeny původními způsoby jinými dopravními značkami, zejména jako vyhrazené parkoviště, popřípadě označníky v nekodifikovaném provedení.

## Provedení a součásti označníku

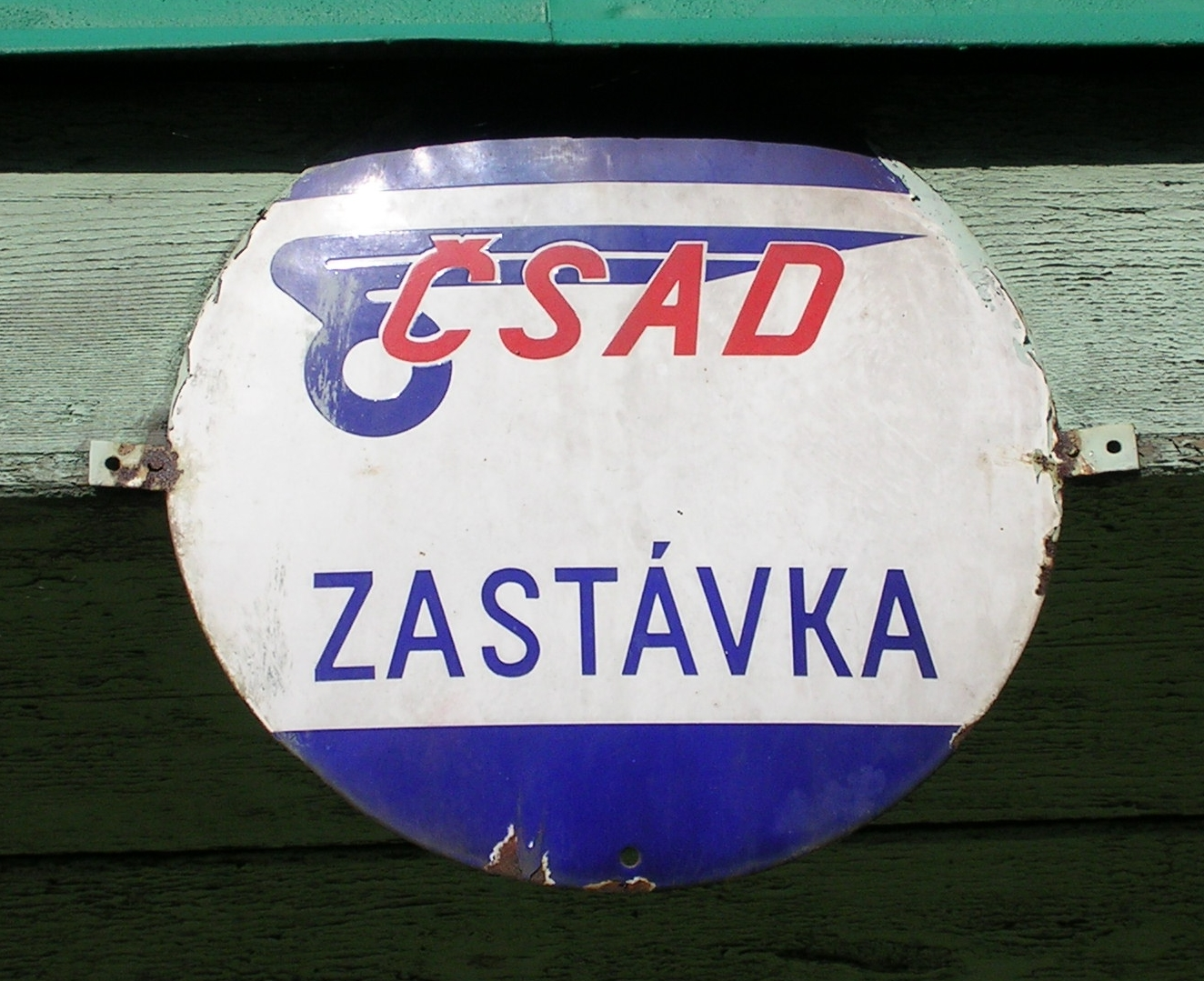
Zastávkový „terč“ s logem ČSAD

Podle vyhlášky č. 294/2015 Sb. je označníkem zastávky pouze samotná značka zastávky, ze zákona č. 111/1994 Sb., o silniční dopravě, byl původní pojem označníku zastávky vypuštěn novelizačním zákonem č. 304/2017 Sb. s účinností od 4. října 2017, ze zákona 13/1997 Sb. novelizačním zákonem č. 217/2022 Sb. s účinností od 1. srpna 2022. Vztah této dopravní značky k její nosné konstrukci a doplňkovému informačnímu značení a vybavení vyhláška č. 294/2015 Sb. ani novelizovaný zákon č. 111/1994 Sb. nijak specificky neřeší. 
V původním pojetí a podle dosud platných technických norem je označník zastávky tvořen zpravidla zastávkovým sloupkem a jeho vybavením, může však být také tvořen značkou umístěnou na konzoli nebo v rámu na sloupu, na přístřešku, na budově či zdi. Dočasně zřízené zastávky mohou být označeny přenosným zastávkovým sloupkem. V tomto pojetí součástí označníku zastávky je: 
- Značka zastávky. Její podoba je závazně stanovena v ČSN 73 6425. Od roku 2001 je tato značka dopravní značkou a její podoba je stanovena též vyhláškou č. 30/2001 Sb. a jejími novelizacemi. Pro městskou dopravu se používá čtvercová značka s modrým orámováním s vyobrazením druhů dopravních prostředků, které zastávku užívají (tramvaj, trolejbus, autobus nebo jejich kombinace), nebo s nápisem TAXI. Pro příměstskou, meziměstskou a dálkovou silniční linkovou dopravu se používá kruhová značka odvozená z někdejšího označení zastávek ČSAD; pro zastávky společné s městskou dopravou se však má používat jedna společná značka v městském provedení. Značka musí být v reflexním provedení nebo s vlastním osvětlením a má být umístěna viditelně, kolmo na podélnou osu zastávky. V minulosti bývala a dodnes často je umisťována oboustranně, od roku 1995 však ČSN oboustranné umístění nepožaduje.

- Tabulka nebo obdobné označení s názvem zastávky (kolmo na podélnou osu zastávky). Může být doplněna označením druhu zastávky (na znamení, stálá, občasná), tarifního pásma nebo podobnými údaji.

- V městské hromadné dopravě tabulky nebo obdobné označení s čísly nebo jinými označeními linek, případně směrovými šipkami, umístěné kolmo na podélnou osu zastávky. Na dobře vybavených autobusových nádražích a autobusových stanovištích se linky nebo směry vyznačují i na zastávkách neměstské dopravy.

- Ve střední části zpravidla ve výšce očí cestujícího kolmo k nástupní hraně nebo rovnoběžně s ní lícem k čekací ploše bývá umístěna deska nebo skříňka pro jízdní řády (jedna nebo více), která může mít i vlastní osvětlení. Zařízení pro vyvěšení jízdního řádu však může být umístěno i na jiném místě zastávky a v takovém případě se za součást označníku zastávky nepovažuje. Samotný jízdní řád součástí označníku zastávky také není, i když je na něm umístěn. Jízdní řád se buď vylepuje, nebo se vyměňuje i s předem připravenými deskami či fóliemi, popřípadě se upevňuje a vyměňuje jiným způsobem. Na lépe vybavených označnících bývá zakryt průhledným krytem (například plexisklem).

- Dolní část bývá zejména u zastávek městské dopravy opatřena odpadkovým košem. Toto vybavení však obecně není povinné. Koš může být umístěn i v jiném místě zastávky nebo nemusí být v zastávce umístěn.

Povrch je opatřen zpravidla nápadným obarvením. Zastávkové sloupky městské hromadné dopravy mívají nejčastěji barvu červenou nebo červenožlutou, zastávkové sloupky odvozené ze sloupků ČSAD žlutou barvu. Od roku 1995 však technická norma žádné doporučení ohledně barvy neobsahuje a praxe se rozrůznila. Například v Praze jsou označníky pro neměstskou autobusovou dopravu zřizované Technickou správou komunikací hl. m. Prahy od poloviny devadesátých let 20. století v modrobílém provedení, s městskou variantou značky.

## Zřizování a provozování označníků

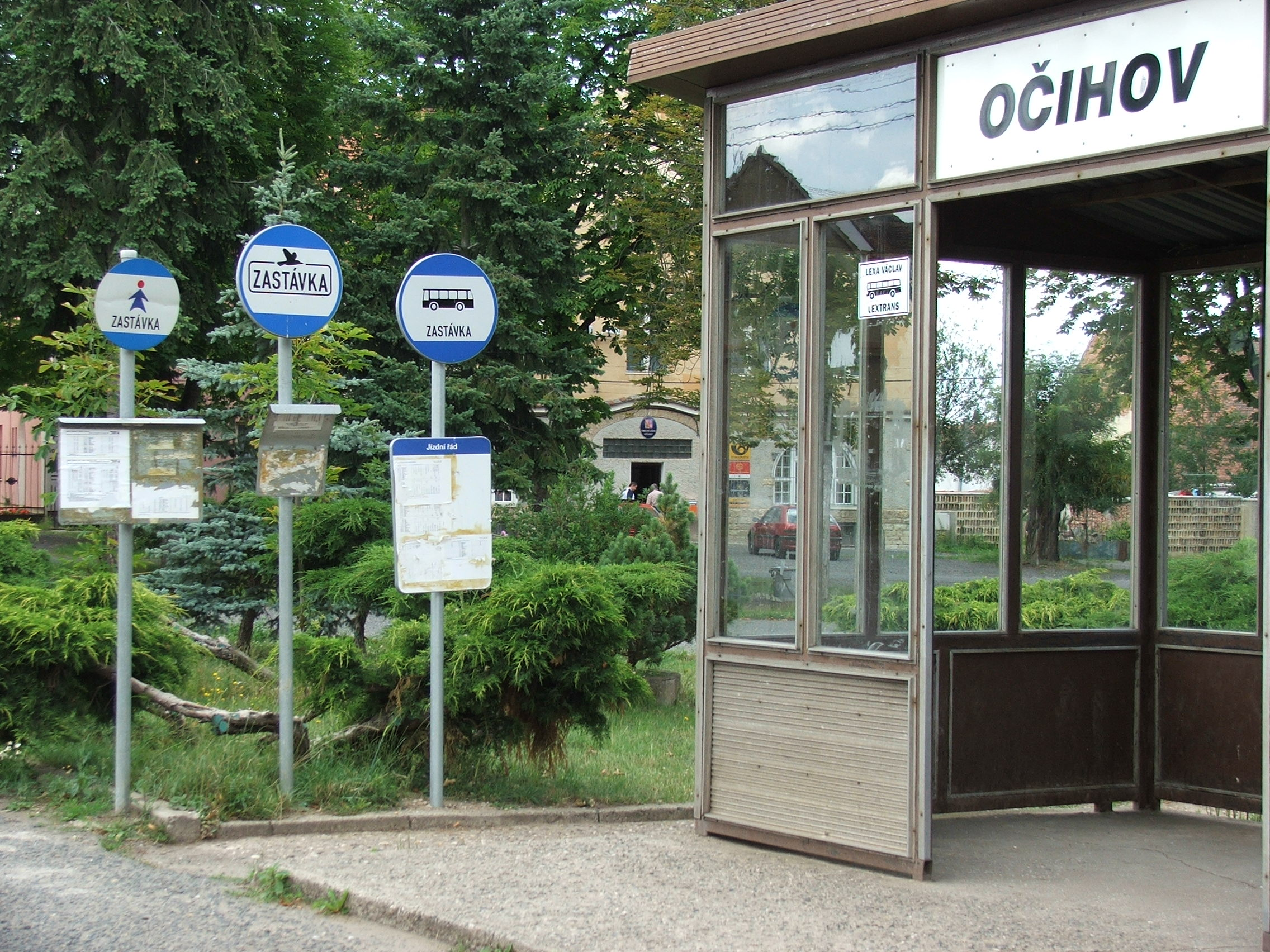
Podle technické normy má být zastávka více dopravců označena společným označníkem. Mnohde je však tolerována jiná praxe. (Na fotografii Očihov v roce 2007.)

Označník tramvajové nebo trolejbusové zastávky je součástí dráhy, a to i tehdy, užívá-li zastávku i jiný druh dopravy. Zřizuje jej provozovatel dráhy.
Označník zastávky silniční linkové dopravy, pokud před udělením licence k provozování linky ještě nebyl zřízen, byl podle původního znění Zákona č. 111/1994 Sb., o silniční dopravě, povinen zřídit dopravce. Nezřídil-li označník předtím nikdo jiný, měl povinnost označník zřídit ten dopravce, který začal zastávku užívat jako první. Bylo však zcela běžné a nebylo v rozporu s právem, pokud označník zřizoval například vlastník nebo správce pozemní komunikace, dopravce neužívající zastávku, obec, případně kraj. Vlastníci a správci pozemní komunikace měli ze zákona věcné břemeno strpět v nezbytném rozsahu umístění označení zastávky, za případnou majetkovou újmu měli nárok na náhradu.

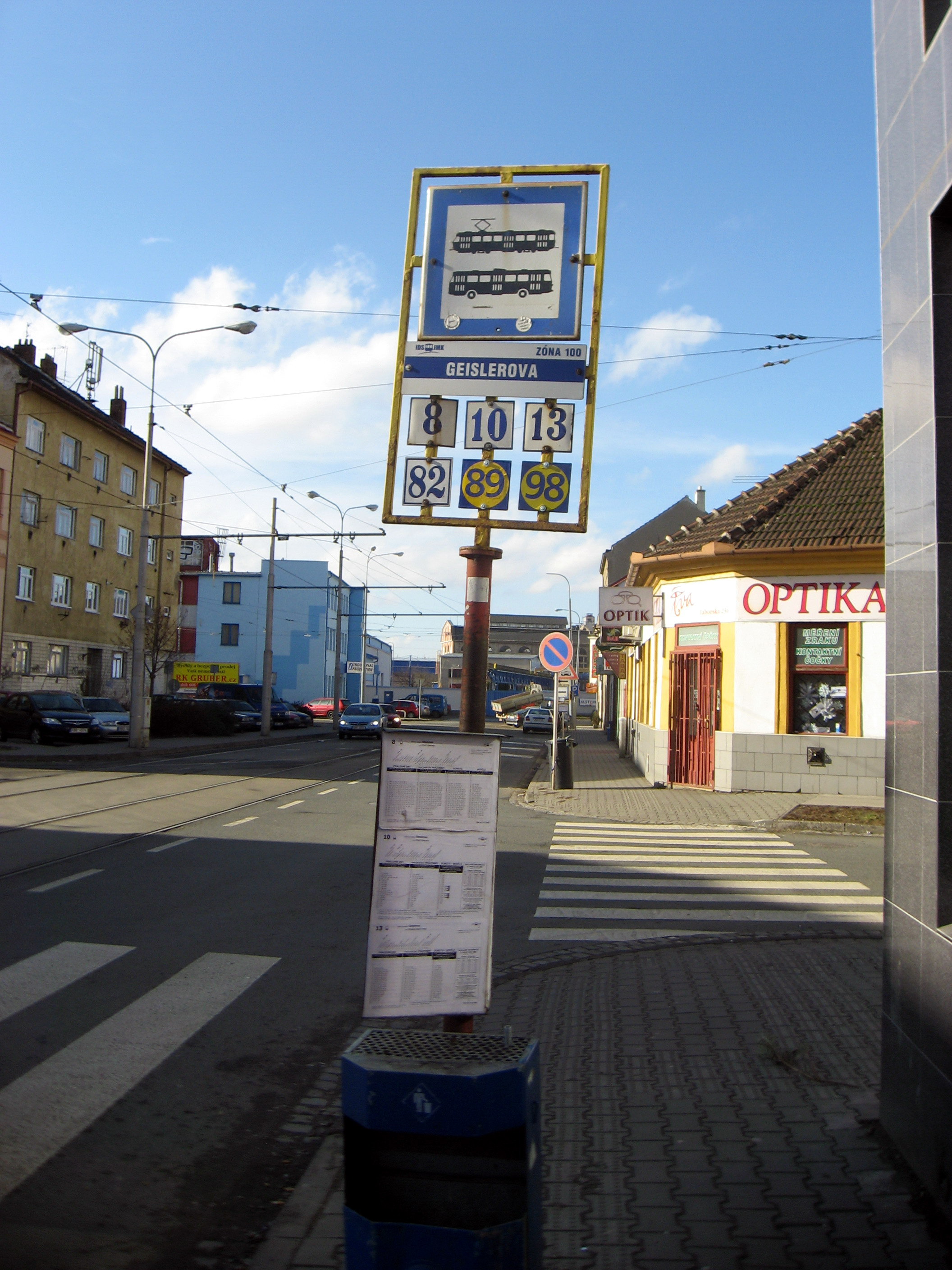
Sdružená zastávka tramvají a autobusů v Brně

Pokud zastávku užívalo více dopravců, měla podle technických a právních předpisů být vybavena pouze jedním společným označníkem. V praxi však mnohde tento požadavek nebyl naplňován a byl obtížně vynutitelný.
Majitel označníku, pokud jej zřídil jako dopravce na základě oprávnění plynoucího z udělené licence k provozování dopravy, byl povinen zajistit jeho údržbu a byl povinen umožnit jeho užívání ostatním oprávněným dopravcům. Dopravce užívající zastávku s cizím označníkem byl povinen přispívat majiteli na údržbu označníku ze zákona, avšak na smluvním základě. Postup při nedohodě na výši příspěvku nebyl v zákoně dořešen. Jízdní řády jednotlivých linek byli povinni vyvěsit příslušní dopravci, avšak někteří majitelé označníků nebo organizátoři či objednatelé dopravy dopravcům tuto službu poskytují sami.
Zákon č. 13/1997 Sb. v § 12 stanoví, že stálé svislé dopravní značky jsou součástí pozemní komunikace. § 14 téhož zákona však původně uváděl, že označníky zastávek naopak nejsou součástí pozemní komunikace. Značka na označníku zastávky je podle odst. 7.1.4 ČSN 73 6425 součástí označníku zastávky, podle vyhlášky č. 30/2001 Sb. dopravní značkou. Ministerstvo dopravy zveřejnilo 22. srpna 2005 tiskovou zprávu, v níž nepřímo vyjádřílo názor, že značky IJ 4a a IJ 4b přestaly být součástí označníku zastávky a jejich výměna a údržba nyní přísluší správci komunikace. Dopravci ani správci silnic a místních komunikací však zpravidla tento výklad nevzaly v potaz.
Zákon č. 111/1994 Sb. původně v povinnostech dopravce (§ 18) stanovil dopravcům povinnost f) zřídit označník zastávky s jejím názvem, pokud zastávka nebyla dosud zřízena, a vyvěsit na něm jízdní řád; v městské dopravě dále číslo linky, g) zajistit údržbu označníku zastávky, pokud ho sám zřídil, případně přispívat na jeho údržbu jinému zřizovateli. S dopravcem, který zřídil označník zastávky, navíc podle § 11 odst. 3 písm. c musel dotčený dopravní úřad projednat žádost o udělení licence ve vztahu k označníku zastávky, „na kterém se podle žádosti má umístit nová zastávka“ – zákon však blíže nestanovil účel ani cíl tohoto projednání. § 20 zákona č. 111/1994 Sb. stanovil, že vlastníci a správci pozemních komunikací na trase linky jsou povinni strpět umístění zařízení pro označení zastávky jen v nezbytně nutném rozsahu a vznikne-li vlastníku pozemní komunikace v důsledku umístění zařízení pro označení zastávky majetková újma, je dopravce v linkové osobní dopravě povinen zaplatit za vzniklou újmu náhradu. 
Novelizační zákon 304/1997 Sb. s účinností od 1. dubna 1998 nahradil v § 11 a 20 zákona o silniční dopravě pojem dopravce pojmem „zřizovatel označníku zastávky“, čímž reflektoval skutečnost, že zřizovatelem může být i jiný subjekt než dopravce. Současně s tím byla do zákona přidána povinnost projednat žádost s vlastníkem autobusového nádraží nebo autobusového stanoviště (ta byla později zákonem 150/2000 Sb. opět vypuštěna, protože je duplicitní s povinností projednání se správcem pozemní komunikace). Zároveň byl do § 20 přidán odstavec s ustanovením, že umístění označníku zastávky není zvláštním užíváním pozemní komunikace. 
Novelizační zákon 150/2000 Sb. s účinností od 1. července 2000 nahradil v zákoně o silniční dopravě pojem „zřizovatele označníku zastávky“ pojmem „majitel označníku zastávky“. Zatímco dosud bylo vyznačení („zřízení“) názvu zastávky spojeno se zřízením označníku zastávky, nově bylo formulováno v návaznosti na povinnost vyvěšení jízdního řádu  tak, jako by název byli povinni „vyvěsit“ nezávisle na sobě všichni dopravci, kteří zastávku užívají (dopravce byl povinen „zřídit označník zastávky, pokud zastávka nebyla označníkem vybavena, na všech označnících vyvěsit schválený jízdní řád a název zastávky, v městské autobusové dopravě dále číslo linky; u zastávky městské autobusové dopravy určené pouze pro výstup cestujících není vyvěšení jízdního řádu a čísla linky povinné“. Povinnost údržby a příspěvku na údržbu byla rozšířena z označníku i na další vybavení zastávky („zajistit údržbu označníku zastávky a dalšího zastávkového vybavení (přístřešek, zařízení pro vyvěšení jízdního řádu), pokud je jeho majitelem, nebo přispívat na jeho údržbu majiteli označníku a dalšího zastávkového vybavení na smluvním základě“). Do § 35 odst. 1 byla pod písmenem i) nově doplněna pokuta až do výše 100 000 Kč dopravci, který nezajistí údržbu označníku zastávky a dalšího zastávkového vybavení (přístřešek, zařízení pro vyvěšení jízdního řádu). Sankci pro majitele označníku, přístřešku nebo jiného vybavení, který není dopravcem, však zákon neumožňoval. 
Vyhláška 30/2001 Sb., účinná od 31. ledna 2001, nově uvedla značky, které se vzhledem a provedením v podstatě shodovaly se značkami zastávky, které dosud byly součástí označníků zastávek a nebyly považovány za dopravní značky ani dopravní zařízení, jako dopravní značky IJ 4a a IJ 4b, přičemž čtvercová varianta IJ 4a byla určena pro zastávku pro vozidla městské hromadné dopravy a případně současně i zastávku linkové osobní dopravy, nebo pro zastávku pro vozidla taxislužby, zatímco kruhová varianta IJ 4b byla určena pro zastávku linkové osobní dopravy. Obě tyto značky měl název „Zastávka“ a dle textu vyhlášky se umisťovaly „zejména na označníku“ (tj. touto vyhláškou již nebyly považovány za součást označníku, ale slovem „označník“ vyhláška označovala zastávkový sloupek bez této značky). Ani samotný zastávkový sloupek však vyhláška nenazývala „označníkem zastávky“, ale „sloupkem označníku zastávky“. Výslovně stanovila, že „na sloupku označníku zastávky lze umístit další doplňující dopravní informace, například jízdní řády, čísla linek“. Vyhláška č. 30/2001 Sb. ani zákon 361/2000 Sb., který jí byl prováděn, však žádnými přechodnými ustanoveními neřešila, jakým způsobem dosavadní značky, které dosud nebyly dopravními značkami, přecházejí do právního režimu dopravních značek a zda tím dochází k jejich vyvlastnění či povinnosti změnit vlastnické a správní vztahy k nim nebo zda dosavadní značky mají být odstraněny a nahrazeny nově dopravními značkami zřizovanými vlastníkem pozemní komunikace. Vyhláška ani nijak specificky neřešila právní vztah mezi zřizovatelem dopravní značky a majitelem označníku zastávky, na němž by měla být umístěna. 
Vyhláška č. 294/2015 Sb., účinná od 1. ledna 2016, značky IJ 4a a IJ 4b nově pojmenovala „označník zastávky“. Uzurpací a posunem významu tohoto termínu, který dosud znamenal úplné označení zastávky včetně informačního značení a zařízení pro vývěs jízdního řádu, tato vyhláška vnesla zmatek do výkladu starších ustanovení zákonů č. 111/1994 Sb., 13/1997 Sb. a 361/2000 Sb., protože takto jako předpis nižší právní síly vlastně nepřímo novelizovala obsah starších předpisů vyšší právní síly, protože jejich formulacím podsunula jiný význam. Vyhláška ani zákon opět žádnými přechodnými ustanoveními neřešily přechod práv a povinností původních majitelů označníků zastávek v původním smyslu termínu na nového vlastníka či zřizovatele ani nijak neupravily právní vztahy mezi vlastníkem dopravní značky a vlastníkem zbytkové části zastávkového sloupku a jeho informačního vybavení ani návaznost informačního značení na samotnou dopravní značku. Tato vyhláška již nijak nerozlišovala možnosti použití čtvercové a kruhové varianty značky, pouze pro stanoviště vozidel taxislužby zůstala vyhrazena jen čtvercová varianta značky. Oproti předchozí vyhlášce byla zcela vypuštěna zmínka o možnosti umístit na tuto značku nebo její sloupek další informační značení nebo zařízení pro zveřejňování jízdních řádů. Nová vyhláška umožňovala do kruhové varianty značky uvést název zastávky, aniž by však zprostila povinnosti zveřejnit název jednotlivé dopravce užívající zastávku. Ve čtvercové variantě značky vyhláška uvedení názvu zastávky nepřipouští. 
Novelizační zákon č. 304/2017 Sb. s účinností od 4. října 2017 ze zákona č. 111/1994 Sb. termín „označník zastávky“ zcela vypustil. Bez náhrady byla vypuštěna povinnost dopravního úřadu projednávat žádost o licenci s majitelem označníku zastávky i se správci pozemních komunikací. Odpovědnost za to, aby jízdní řád byl v souladu se stavebními a dopravně technickými vlastnostmi pozemních komunikací, pravidly silničního provozu, místní úpravou provozu na pozemních komunikacích, prostorovými parametry zastávek a jejich časovým využitím vozidly jiných linek byla novým § 16f přenesena na úřad, jemuž přísluší schvalování jízdního řádu. Z § 18 byla zcela vypuštěna povinnost dopravce zřídit označník zastávky, povinnost údržovat označník a další vybavení zastávky i povinnost přispívat na údržbu jiným majitelům. Povinnost „vyvěsit“ v každé zastávce schválený jízdní řád a název zastávky byla nahrazena povinností „zveřejnit“ v každé zastávce schválený jízdní řád a název zastávky, toto zveřejnění však již není místně, právně ani technicky nijak vázáno na označník zastávky. Zákon naprosto nijak neupravuje vztahy a koordinaci mezi jednotlivými dopravci navzájem ani mezi dopravci a majitelem označníku zastávky vzhledem ke způsobu a místu vyznačení názvu zastávky a čísel linek a umístění jízdních řádů. § 20 byl upraven tak, že vlastníci a správci pozemních komunikací na trase linky jsou povinni strpět v zastávce zveřejnění jízdního řádu nebo umístění zařízení pro zveřejnění jízdního řádu, přičemž umístění zařízení pro zveřejnění jízdního řádu není zvláštním užíváním pozemní komunikace. Nově bylo do § 12 odst. 1 písm. a) doplněno jako podmínka pro udělení licence, že „označení všech zastávek na trase linky ve směru vedení spojů bylo stanoveno nebo umístěno místní nebo přechodnou úpravou provozu na pozemních komunikacích postupem podle zákona o silničním provozu“. Bod 3 přechodných ustanovení však stanovil: „U zastávek využívaných ke dni nabytí účinnosti tohoto zákona linkovou osobní dopravou se označení zastávky považuje za stanovené místní nebo přechodnou úpravou provozu na pozemních komunikacích postupem podle zákona č. 361/2000 Sb., ve znění účinném přede dnem nabytí účinnosti tohoto zákona.“ Tím vznikla právní fikce, že i zastávka, která označena vůbec nebyla nebo byla označena nestandardním způsobem, byla z hlediska licenčního řízení postavena na roveň řádně označené zastávce. Žádné přechodné ustanovení však neřešilo převod dosavadních označníků zastávek z vlastnictví původních vlastníků a zřizovatelů do vlastnictví či správy vlastníka či správce pozemní komunikace ani uvedení neoznačených či nestadardně označených zastávek do řádného stavu. Žádné ustanovení rovněž nestanovilo vlastníkům pozemních komunikací ani převzetí stávajících označníků zastávek, ani zřízení nových označníků zastávek na základě právní fikce jejich stanovení; přechodné ustanovení ani neupřesnilo, kterými dopravními značkami má být která ze zastávek označena. 
Zákon č. 217/2022 Sb., kterým se mění zákon o silniční dopravě, s účinností od 1. srpna 2022 vypustil ze zákona 13/1997 Sb., o pozemních komunikacích, ustanovení, že součástmi ani příslušenstvím dálnice, silnice a místní komunikace nejsou označníky zastávek, a omezil tuto výluku jen na „zařízení pro zveřejnění jízdních řádů“. 
Pokud jde o trolejbusové a tramvajové zastávky, včetně zastávek sdružených s autobusovou zastávkou, vyhláška 177/1995 Sb., kterou se vydává stavební a technický řád drah, v § 50 písm. d) i nadále stanoví, že součástí tramvajové dráhy jsou „zastávky, které tvoří nástupiště a nástupní ostrůvky, jejich vybavení a přístřešky“, v § 65 písm. f) poslední větě pak stanoví totéž o trolejbusových zastávkách jako součástech trolejbusové dráhy. Termín „označník zastávky“ se v tomto právním předpise explicitně nevyskytuje, označení zastávky však nepochybně spadá pod pojem „vybavení“ zastávek, resp. nástupišť a nástupních ostrůvků. 
ČSN 73 6425-1 Autobusové, trolejbusové a tramvajové zastávky, přestupní uzly a stanoviště - Část 1: Navrhování zastávek z května 2007 v bodě 3.17 explicitně definuje „označník“ jako „úplné označení zastávky linkové osobní dopravy včetně zastávky manipulační a dalších zastávek podle druhu dopravních prostředků, které musí být na označníku vyznačeny“. Podle bodu 5.6.1.1 se zastávky označují zpravidla zastávkovým označníkem a dopravním značením, na dopravní značení se vztahuje ČSN EN 12899-1 a na podpěrnou konstrukci ČSN EN 12767. V bodu 5.6.1.2 norma explicitně stanoví, že označník zastávky sestává z dopravní značky Zastávka (IJ 4a nebo IJ 4b) umístěné na zastávkovém sloupku nebo obdobné nosné konstrukci, ze zastávkových informačních prvků (název zastávky, typ zastávky a označení zastavujících linek, případně označení tarifního pásma, charakteru zastávky apod.), v některých případech též ze štítku v Braillově písmu s obdobnými informacemi, z tabule nebo jiného prostoru pro umístění jízdních řádů a informačních vývěsek, které nemusí být součástí společné nosné konstrukce, a případně dalšího vybavení, např. odpadkového koše. Informativní příloha E zobrazuje prázdná schémata čtvercové i kruhové varianty „dopravní značky IJ 4 umístěné zejména na označníku“ s tím, že „přesný tvar, rozměry a barvy jsou uvedeny jsou uvedeny ve Vzorových listech VL 6.1“

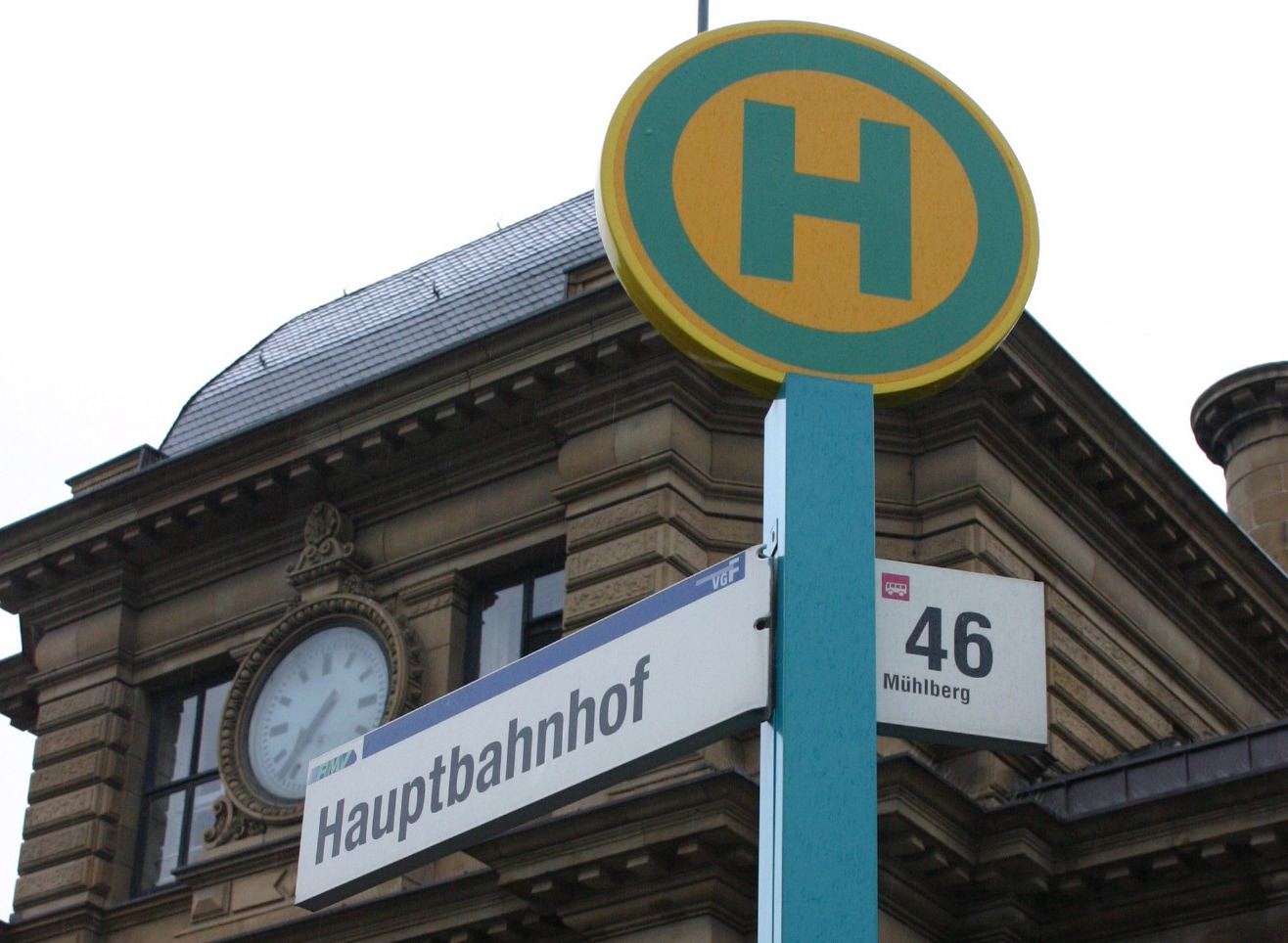
Typické označení zastávky v německojazyčných zemích. Frankfurt nad Mohanem, Německo.

## Důsledky označníku zastávky v silničním provozu
Pokud není zastávka označena vodorovným dopravním značením, od označníku zastávky se měří úsek (5 m za označníkem a 30 m před označníkem), v němž je zakázáno zastavení a stání. Právní předpisy nevymezují přesně, zda a na koho se tento zákaz nevztahuje.

## Jiné právní dopady vyznačení zastávky
„Veřejně přístupný prostor o šířce 5 m a délce 30 m před a 5 m za označníkem zastávky ve směru jízdy dopravního prostředku“ se podle zákona č. 65/2017 Sb., o ochraně zdraví před škodlivými účinky návykových látek, § 2 písmeno p), pokládá pro účely tohoto zákona za nástupiště; podle § 8 odstavec 1 písmeno c) se zakazuje kouřit „na nástupišti, v přístřešku a čekárně veřejné dopravy“. Podle § 8 odstavec 2 se zde také zakazuje používat elektronické cigarety.
V době proticovidových opatření byl od 13. října 2020 do roku 2021 obdobným způsobem, avšak méně explicitně vymezen prostor zastávky v rámci stanovení povinnosti mít na nástupištích, v přístřešcích a čekárnách zastávek veřejné dopravy nasazenou ochranu dýchacích cest (rouška či respirátor).